# Neowedanta
Neowedanta (ang. Neo-Vedanta, też: nowa wedanta, neowedantyzm) – nurt nowoczesnego hinduizmu
, bliższa współczesnym czasom wersja indyjskiej filozofii niedualistycznej wedanty. Neowedanta została spopularyzowana na Zachodzie przez Swamiego Wiwekanandę, który założył  w 1895 roku  Vedanta Society (Towarzystwo Wedantyczne) w USA i Ramakrishna Mission (Misję Ramakrishny) w Indiach. Do pionierskich jej przedstawicieli zalicza się Rammohana Roya.
Neowedanta rozpatrywana bywa w ramach szerszego zagadnienia jakim jest neohinduizm.